# Jocotepec
Jocotepec é um município do estado de Jalisco, no México.
Em 2005, o município possuía um total de 37.972 habitantes.